# Bistum Zé Doca
Das Bistum Zé Doca (lateinisch Dioecesis Zedocana, portugiesisch Diocese de Zé Doca) ist eine in Brasilien gelegene römisch-katholische Diözese mit Sitz in Zé Doca im Bundesstaat Maranhão.

## Geschichte
Das Bistum Zé Doca wurde am 16. Oktober 1961 durch Papst Johannes XXIII. mit der Apostolischen Konstitution Quod Christus Iesus aus Gebietsabtretungen der Territorialprälatur Pinheiro als Territorialprälatur Cândido Mendes errichtet. Die Territorialprälatur Cândido Mendes wurde dem Erzbistum São Luís do Maranhão als Suffragan unterstellt.
Am 13. Oktober 1983 wurde die Territorialprälatur Cândido Mendes durch Papst Johannes Paul II. mit der Apostolischen Konstitution In Brasilia Praelaturae zum Bistum erhoben. Das Bistum Cândido Mendes wurde am 5. Juli 1991 in Bistum Zé Doca umbenannt.

## Ordinarien

### Prälaten von Cândido Mendes
- Guido Maria Casullo, 1965–1983

### Bischöfe von Cândido Mendes
- Guido Maria Casullo, 1983–1985
- Walmir Alberto Valle IMC, 1985–1991

### Bischöfe von Zé Doca
- Walmir Alberto Valle IMC, 1991–2002, dann Koadjutorbischof von Joaçaba
- Carlo Ellena, 2004–2014
- Jan Kot OMI, seit 2014